# Йоаким Бигорски
Йоаким Петров Бигорски е български духовник от началото на ΧΙΧ век, архимандрит, игумен на Бигорския манастир „Свети Йоан Предтеча“ в средата на XIX век.

## Биография
Йоаким е родом от село Бибане, Горна Река. Става игумен на манастира след смъртта на архимандрит Арсений Бигорски в 1840 година. Нито един от двамата не е споменат в ктиторския надпис на метохската църква „Свети Ахил“ в Требище от 1840 година, което означава, че Йоаким е избран най-рано в същата година. При неговото управление продължава започналия при предшественика му цялостен възход на манастира. В 1840 година той отново ангажира големите художници Михаил Анагност и сина му Димитър Михайлов за изписване на купола на храма „Свети Георги“ в манастирския метох в Райчица. В 1848, 1849 и 1852 година архимандрит Йоаким ангажира друг виден художник – дебърския майстор Дичо Зограф, за да довърши стенописите в метоха, както и в католикона апсидата, наоса, травея на запад и свода. Не е ясно кои двама зографи са изписали западната фасада.
Игумен Йоаким средва пътя на Арсений – разширява имотите на манастира и обръща внимание на метоха „Свети Георги“. При него на манастира от Сърбия повторно е подарена камбана, за което на 6 ноември 1850 година е изпратено благодарствено писмо. С писмо от 15 ноември 1851 година Йоаким иска от митрополит Петър Белградски да приеме за обучение монаха Исая Попйоанов, за да може като се върне в манастира да бъде учител в епархийското училище, единствено в Дебърската епархия.
През 1852 година игумен Йоаким е спомоществувател на книгата на Аверкий Попстоянов „Жития св. Григория архиепископа Омиритского и прения с некоего евреина“.
На стенописния портрет от Дичо Зограф, изписан в 1868 година, пише „Ігуменъ Іѡакімъ быстъ настоѧтелъ въ сегѡ ѡбитель: 21 ѡтиде ѿтого міра во лѣто ѿ Хрта. 1862“.